# Platycerium veitchii
Platycerium veitchii är en stensöteväxtart som först beskrevs av Lucien Marcus Underwood, och fick sitt nu gällande namn av Carl Frederik Albert Christensen. Platycerium veitchii ingår i släktet Platycerium och familjen Polypodiaceae. Inga underarter finns listade.